# Залізничний кар'єрний транспорт
Залізничний кар'єрний транспорт (рос. железнодорожный карьерный транспорт, англ. quarry haulage track, нім. Tagebau-Eisenbahnförderung f) – комплекс, що об'єднує основне та допоміжне залізничне обладнання кар’єрів, рухомий склад, залізничну колію, засоби управління, ремонту та обслуговування обладнання.
Основні переваги: висока надійність в роботі, низька собівартість перевезень, мала залежність від кліматичних умов.
Осн. недолік – порівняно висока капіталоємність. У світовій практиці застосовується з XIX ст.
В Україні залізничний кар'єрний транспорт упроваджено на потужних кар’єрах Криворіжжя.